# 具鎔書
具 鎔書（ク・ヨンソ、朝鮮語: 구용서、1899年10月21日 - 1984年4月24日）は、大韓民国の中央銀行家、政治家。韓国銀行総裁や、韓国産業銀行総裁、大韓民国商工部長官を務めた。
本貫は昌原具氏。日本名具原 一郞。

## 人物
釜山府出身。父は乙未事変に加担したとして逮捕状が出るなど混乱の渦中にあり、禹範善の子である禹長春や、李容九の子、宋秉畯の孫といった親日派の子女6名で、日本人の酒井姉妹の下で、父から離れて日本で育てられた。
日本人のために作られた京城中学校に通い、1922年東京商科大学（のちの一橋大学）予科修了。1925年同大学卒業、朝鮮銀行入行。同期50人のうち具が唯一の朝鮮人であり、東京支店に配属となったが、給料や昇進、配属などでは差別を受けた。
1942年には朝鮮人としては初となる支店長に昇格し、麗水支店長を務めたが、太平洋戦争開戦直後の警戒感の中、トラブルに巻き込まれ、大阪支店西区出張所へ左遷され、大阪で日本の降伏を迎える。
1945年には日本人が去った朝鮮銀行において副総裁に昇格し、大学の後輩にあたる白斗鎮を呼び寄せた。1950年初代韓国銀行総裁。1953年大韓石炭公社総裁。1954年初代韓国産業銀行総裁。1958年大韓民国商工部長官。

## 親族
父は元京城府警務長の具然寿。妻は伯爵の宋秉畯の孫娘。

## 関連人物
- 白斗鎮 - 元国務総理。具の大学の後輩で、朝鮮光復後、具によって呼び寄せられた[2]。